# Марія Кушаріда-Кратунеску
Марія Кушаріда-Кратунеску (рум. Maria Cuțarida-Crătunescu, 10 лютого 1857 — 16 листопада 1919) — перша жінка-лікарка в Румунії. Активна прихильниця фемінізму, заснувниця материнського товариства (в 1897 році), в 1899 році організувала перші в країні ясла.
Народилася 10 лютого 1857 року на Калараші. 
У 1877 році вступила на медичний факультет Цюріхського університету, але через мовні труднощі та переваги, що їх отримували студенти з дипломами з Франції, перейшла до університету Монпельє, де завершила дисертацію на тему «Hydrorrhee до valeur et dans ле раку du corps semiologique del uters». (дослідження стосувалось гідрореї, течіння плідних вод при сильних розривах навколоплодного міхура) Пройшла стажування та докторську підготовку в лікарні в Парижі.
В 1884 році стала лікаркою, закінчивши підготовку з відзнакою. Кратунеску звернулася до лікарні Бранцовенес з проханням працювати на посаді середнього медика відділення «Хвороби жінок», але їй відмовили без пояснення. Замість цього Кратунеску отримала посаду професорки гігієни. У 1886 р. стала начальникцею відділу гігієни притулку «Леді Олена», а в 1891 році очолила кафедру гінекології лікарні благодійності в Бухаресті.
В 1897 році Кратунеску заснувала організацію матерів для допомоги бідним дітям і була запрошена на з'їзди в Брюссель (1907) і Копенгаген (1910), де представила румунські медичні заходи, започатковані проти дитячої смертності, та дослідження про розплідники[що це?] в Румунії.
Кратунеску була феміністкою і презентувала Роботу жінок в Румунії, дослідження про інтелектуальну роботу румунських жінок, на паризькому з'їзді в 1900 році. Під час Першої світової війни працювала лікаркою у Військовому госпіталі.
Марія Кушаріда-Кратунеску пішла на пенсію після війни, ймовірно, за станом здоров'я, і померла в Бухаресті в 1919 році